# 나리잔대
나리잔대(학명: Adenophora liliifolia) 또는 가는잎잔대는 한국 북부와 제주도 한라산의 깊은 산에 나는 여러해살이풀이다. 높이는 1m이다. 근생엽은 개화전에 없어지고, 잎자루는 길며, 신장상 심장형, 경생엽은 어긋나고 잎자루는 거의 없다. 피침형으로 끝이 뾰족하고, 밑은 둥글거나 둔하며, 폭 표면 맥이 오목하게 들어가고, 털이 약간 있으며, 뒷면은 맥이 솟아 나오고, 맥에 돌기 모양의 털이 있으며, 가장자리에 톱니가 있다. 꽃은 보라색, 줄기 끝에 꽃가지가 갈라져 잎겨드랑이에 총상으로 달리며, 전체가 원추형, 꽃자루는 일반적으로 짧다. 또는 포침형, 톱니와 털이 있다. 화관은 종 모양, 길이는 12mm, 5갈래, 꽃받침도 5갈래, 갈래는 선형이다. 뿌리는 식용한다.